# VERA (Vergleichsarbeiten in der Schule)
VERA ist eine Abkürzung für „VERgleichsArbeiten“ und startete in der Grundschule 2004 als Gemeinschaftsprojekt von sieben deutschen Bundesländern, koordiniert von der Universität Koblenz-Landau. Seit 2007/2008 beteiligen sich alle 16 Bundesländer daran, seit 2009/2010 auch Südtirol sowie die Deutschsprachige Gemeinschaft Belgiens. Unter VERA werden mittlerweile Lernstandserhebungen in Klasse 3 und 8 zusammengefasst, in denen der Leistungsstand – bezogen auf die von der Kultusministerkonferenz verabschiedeten Bildungsstandards – von Schülern in den Hauptfächern Deutsch und Mathematik, in der Jahrgangsstufe 8 auch Englisch und Französisch, ermittelt werden. Zusätzlich gibt es einige Länder, die unter der Bezeichnung VERA Lernstandserhebungen in der Klassenstufe 6 durchführen.

## Allgemeine Grundlagen
Mit der Durchführung von VERA werden verschiedene, teilweise von Land zu Land unterschiedlich gewichtete Ziele in den Blick genommen. Im Mittelpunkt steht dabei die Unterrichtsentwicklung. VERA entstand als Konsequenz der Diskussion um das schlechte Abschneiden deutscher Schüler in PISA 2000 und steht damit im Kontext der so genannten empirischen Wende, in der die tatsächlich erreichten Ergebnisse (Output-Orientierung) für die Schul- und Unterrichtsentwicklung wie auch für die Steuerung der Bildungssysteme entscheidende Bedeutung erlangt haben.

## Ziele
Mit dem VERA-Projekt werden mehrere Ziele verfolgt, die sich in Auftreten und Ausprägung von Land zu Land unterscheiden können:
- Unterrichtsentwicklung
- Erfassung und Verbesserung der Diagnosegenauigkeit
- Standardsicherung und -entwicklung
- Informationsquelle im Rahmen der internen und externen Evaluation
- Ergänzende Information für die Schulberatung und -aufsicht
- Ergänzende Information zur Beratung der Eltern

## Entwicklung
Das Projekt wurde 2002 in Zusammenarbeit mit dem Ministerium für Bildung, Wissenschaft, Jugend und Kultur Rheinland-Pfalz an der Universität Koblenz-Landau (Campus Landau) entwickelt und 2003 in Rheinland-Pfalz erstmals durchgeführt. Begleitet wird diese Arbeit durch eine Steuerungsgruppe, der Mitglieder aus allen beteiligten Ländern angehören.
In den Jahren 2004 bis 2006 wurde in Berlin, Brandenburg, Bremen, Mecklenburg-Vorpommern, Nordrhein-Westfalen, Rheinland-Pfalz und Schleswig-Holstein unter dem Namen VERA eine Lernstandserhebung in den Grundschulklassen der Jahrgangsstufe 4 durchgeführt. Getestet wurden die Fächer Deutsch und Mathematik. Ab dem Schuljahr 2007/2008 wird der Lernstand nicht mehr in der vierten, sondern in der dritten Jahrgangsstufe erhoben. Seit 2008/2009 wird VERA 3 bundesweit durchgeführt.
Seit dem Schuljahr 2006/2007 werden Lernstandserhebungen zusätzlich in den Klassen der Jahrgangsstufe 8 durchgeführt, und die Testungen finden in den Fächern Deutsch, Mathematik, Englisch und Französisch in fast allen Bundesländern statt.
Seit 2007/2008 beteiligen sich alle 16 Bundesländer; seit 2009/2010 im Bereich Vera 3 und Vera6 auch Südtirol sowie im Bereich VERA 3 die Deutschsprachige Gemeinschaft Belgiens allerdings ohne regelmäßige Teilnahme.
Im Januar 2019 gab der niedersächsische Kultusminister Pläne bekannt, die Schulen von der Teilnahme an VERA 3 und 8 freizustellen.

## Durchführung
Die genauen Durchführungsbestimmungen legen die Länder eigenständig fest. Dies betrifft beispielsweise den Grad der Verbindlichkeit der Durchführung oder die zur Teilnahme verpflichteten Schularten.
Zu einem bundesweit zentralen Termin (VERA-3: Mai, VERA-8: März) erhalten alle Jugendlichen einer Jahrgangsstufe standardisierte Aufgaben, die in einer vorgegebenen Zeit zu bearbeiten sind. Die jeweiligen Klassen- oder Fachlehrer werten die Aufgabebögen aus und geben die Ergebnisse, teilweise zusammen mit soziodemographischen Daten zur Klassenzusammensetzung, in anonymisierter Form in landeseigene oder länderübergreifende Internet-Portale ein. Unmittelbar danach bzw. nach einiger Zeit lässt sich dann eine Auswertung, vorgenommen durch Universitäten oder Qualitätsagenturen der Länder, abrufen, die die Lernniveaus der einzelnen Schüler enthält. Zudem kann häufig eine statistische Übersicht, die die Anteile der Schüler in den einzelnen Niveaus relativ zu Klasse, Schule und Bundesland darstellt, abgerufen werden.
Die Testhefte und zugehörige Dokumente (didaktisch-methodische Materialien, Kodieranweisungen usw.) werden seit der Etablierung des ländergemeinsamen Instituts zur Qualitätsentwicklung im Bildungswesen (2004) in Berlin erstellt, das hierzu mit einigen fachdidaktischen Lehrstühlen in der gesamten Bundesrepublik zusammenarbeitet.

## Kritik
Eine Übersicht über die häufigsten Kritikpunkte von 2009 sowie eine Entgegnung darauf findet sich auf den VERA-Seiten der bayerischen Qualitätsagentur.
2010 wurden Beispiele für eine kritische Auseinandersetzung mit VERA-3 von der Universität Dortmund veröffentlicht. Hier hatte insbesondere der emeritierte Mathematikdidaktiker Erich Wittmann öffentlich Kritik geäußert. Das IQB in Berlin reagierte anschließend ebenfalls mit einer öffentlichen Antwort.
Ein Kritikpunkt in der Grundschule war, dass die Kosten für die Vervielfältigung der Testhefte durch den Schulaufwandsträger zu tragen waren, d. h. durch die Kommunen (Konnexitätsprinzip). Da die Aufgabenstellungen häufig sehr umfangreich sind, bedeutet dies zudem einen hohen Kopieraufwand für die durchführenden Lehrkräfte oder Verwaltungsangestellte. Einige Länder haben sich daraufhin entschieden, den Druck der Testhefte zentral zu organisieren und den Schulen die Testmaterialien postalisch zur Verfügung zu stellen.
Manche Lehrkräfte und Didaktikwissenschaftler kritisieren Testgestaltung und Bearbeitungszeit. Auch sind die Vergleichsarbeiten je nach Bundesland nicht immer in einen verpflichtenden und strukturierten Prozess zur Verbesserung der Unterrichtsqualität eingebunden. Wie Lehrkräfte mit den Ergebnissen ihrer Klassen umgehen, ist nicht erläutert, wobei die Länder diverse Materialien mit Durchführungshinweisen und Informationen zur Weiterarbeit mit den Ergebnissen anbieten, beispielsweise Bremen in 2012 und NRW in 2013.
Am Beispiel der Ergebnisberichte VERA 8 des Landes Schleswig-Holstein für die Jahre 2009–2013 zeigte sich, wie viele Schüler die Vergleichsarbeiten auf freiwilliger Basis der Schulen mitschreiben.
Die folgende Tabelle stellt den prozentualen Anteil der Schüler des Landes Schleswig-Holstein dar, die an den freiwilligen Fächern im jeweiligen Durchführungsjahr teilnahmen ('-' kennzeichnet verpflichtende Fächer).
| VERA 8                | Jahr 2009 | Jahr 2010 | Jahr 2011 | Jahr 2012 | Jahr 2013 | Jahr 2014 |
| --------------------- | --------- | --------- | --------- | --------- | --------- | --------- |
| Deutsch freiwillig    | 30 %      | -         | -         | 24 %      | -         | 31 %      |
| Englisch freiwillig   | 17 %      | 17 %      | 13 %      | -         | 27 %      | -         |
| Mathematik freiwillig | -         | 32 %      | -         | -         | -         | -         |

Aus empirischer Sicht erscheint Kritikern das Auswertungsverfahren fraglich: Da Lehrkräfte die Antworten der Schüler ihrer eigenen Klassen bewerten, kann kein identischer Bewertungsmaßstab aller Lehrkräfte generell unterstellt werden. Das Ministerium für Schule und Weiterbildung des Landes Nordrhein-Westfalen etwa rät zu einer Kreuzkorrektur, verpflichtet Lehrkräfte aber nicht dazu. Das Landesinstitut LISUM von Berlin-Brandenburg stellt für 'Zentrale Vergleichsarbeiten in der Jahrgangsstufe 6' fest, dass Lehrkräfte uneinheitliche Maßstäbe bei der Bewertung von Vergleichsarbeiten anlegen: 'Die Lösungen zu den Vergleichsarbeiten der vergangenen Schuljahre werden nicht veröffentlicht. Dies liegt daran, dass bewertende Lehrkräfte immer gewisse Bewertungsspielräume haben. Sie müssen bei der Bewertung immer den erteilten Unterricht mit berücksichtigen.'
Kritiker hinterfragen den Umstand, dass Vergleichsarbeiten nur in den sogenannten Kernfächern Deutsch, Englisch, Mathematik und Französisch (1. Fremdsprache) geschrieben werden. Sofern Vergleichsarbeiten der Unterrichtsentwicklung dienen, sollten sie in allen Fächern geschrieben werden.
Einige Bundesländer wichen von der Durchführung für alle Schularten ab: In Bayern war beispielsweise die Teilnahme im Schuljahr 2011/2012 für Gymnasien, Realschulen und Förderschulen und im Schuljahr 2011/2011 für Gymnasien und Förderschulen freiwillig. Mit Brief vom 18. November 2012 änderte sich diese Praxis: „Aufgrund einer bundesweiten Regelung, die ab diesem Schuljahr gilt, müssen alle Mittelschulen, Realschulen, Gymnasien und Wirtschaftsschulen in mindestens einem Fach an den Vergleichsarbeiten teilnehmen.“
Zahlreiche Studien zur Nutzung von Vergleichsarbeiten zeigen, dass Lehrkräfte den diagnostischen Mehrwert der Tests als sehr gering einschätzen (z. B. Maier 2009; Diemer & Kuper 2011). Auch die Ableitung von Maßnahmen zur Verbesserung des Unterrichts oder zur Förderung einzelner Schüler gelingt nur vereinzelt. In Fachkonferenzen wird über die Vergleichsarbeitsrückmeldungen nur dann diskutiert, wenn dort bereits eine Evaluationskultur besteht. Für Schulentwicklungsprozesse (z. B. Fremdevaluation) werden Vergleichsarbeitsdaten ebenfalls eher selten herangezogen.
Es existiert keine Berichterstattung der Bildungsadministration, die VERA-Ergebnisse aller Bundesländer vergleichend darstellt. Eine solche Darstellung könnte Bürgern, Politikern und Bildungsforschung Einblicke in die Wirkung von Maßnahme der Bildungsadministration liefern.
Das EMSE-Netzwerk, das sich aus Mitgliedern zusammensetzt, die in den Bundesländern an empirischen Verfahren der Schulentwicklung tätig sind, formulierte 2008 in ihrem Positionspapier:
„Die Erwartung, dass allein die Bereitstellung von externen Evaluationsdaten eine praxiswirksame Diagnose- und Reflexionsfunktion ausübe und gleichsam im Selbstlauf unterrichtsentwickelnde Konsequenzen nach sich ziehe, bestätigt sich bislang nicht.“ und dass das Verständnis dieser Situation noch mangelhaft ausgeprägt sei: „Die Gründe dafür sind erst in Ansätzen empirisch herausgearbeitet.“
Die Kultusministerkonferenz ging mit einem Frage-und-Antwort-Papier auf einige Fragen ein.

### VERA 3
- Uni Landau (Federführend in VERA 3) (Memento vom 25. April 2016 im Internet Archive)
- Uni Landau zur Umstellung von VERA 4 auf VERA 3
- VERA 2007 , 3. Grundschulklassen: Mathematik: Testaufgaben mit Rückmeldung

### VERA 8
- Vera 8 interaktiv – Beispielaufgaben online im ZUM-Wiki

### VERA allgemein
- VERA/Lernstandserhebungen – Webseite des Instituts zur Qualitätsentwicklung im Bildungswesen (IQB) (das Institut, das die bundeseinheitlichen Tests entwickelt)
- Nutzung und Nutzen von Schulrückmeldungen im Rahmen standardisierter Lernstandserhebungen / Vergleichsarbeiten (Memento vom 4. Dezember 2015 im Internet Archive) (PDF; 200 kB)
- EMSE-Netzwerk